# Выше закона
«Выше закона» — дебютный студийный альбом российской рэп-группы Bad Balance, выпущенный агентством «Марафон» в виде магнитоальбома на магнитофонных катушках и аудиокассетах в апреле 1992 года.
В альбом вошли песни, записанные группой Bad Balance в период с 1991 по 1992 год в студиях Эдиты Пьехи и группы «Форум» («Форум юнистудия»). В записи альбома приняла участие MC Lolita и бэк-вокалистка Нина Полухина. Музыку для альбома создали Михей и DJ LA при помощи сессионных музыкантов рок-группы «Искусственное дыхание»: Гоша (бас-гитара) и Ян (гитара). Все тексты для альбома написал Шеф, кроме песен «Дети сатаны» (Боб Фридлендер) и «Ленинград» (кавер-версия группы «Имя защищено») (DJ Кефир).
Альбом был переиздан на лейбле Gala Records в 1998 году.

## Запись альбома
В марте 1991 года, готовясь к предстоящему фестивалю рэп-музыки «Рэп-пик-91», группа приняла решение записать несколько рэп-композиций. Тексты для песен писал Влад Валов («Шеф»), а музыку для треков создавали Сергей Крутиков («Михей») (барабаны, клавиши) и диджей/танцор Глеб Матвеев («DJ LA»). Михей отвечал за аранжировки, поскольку у него за плечами было две музыкальные школы по классу игры на аккордеоне и барабанах. Диджейскому мастерству Матвеева обучил Владислав Вайтехович («DJ Вольф» aka DJ Wolf из рэп-группы «Имя защищено»), который был известен в узких кругах тем, что сделал аппарат для скретчинга из советского винилового проигрывателя фирмы «Вега» и груды металлолома («Птеродактиль»). Вольф собрал для него точно такой же аппарат для скретчинга из советского винилового проигрывателя фирмы «Аккорд», и уже через пару месяцев «Эл-Эй» начал делать свои первые миксы.
Весной 1991 года в студии Ленинградского дворца молодёжи (ЛДМ) была записана первая 20-минутная костюмированная танцевальная шоу-программа «Семеро одного не ждут», состоящая из 8 треков («Graffiti», «Донецкий край», «Leningrad Cowboys», «Ленинград»). Такое название было придумано по той причине, что Михей планировал присоединиться к команде из семи человек, но не мог решиться приехать в Ленинград. При записи треков Валов взял себе псевдоним Chill-Will, который на рокерском сленге означает «крутой отморозок». Так его назвал барабанщик рок-группы Nazareth, Дэрел Свит во время гастролей в Ленинграде в феврале 1991 года. Первой была записана рэп-композиция «Донецкий край», ставшая впоследствии визитной карточкой группы. Трек был записан под влиянием песни «Streets Of New York» хип-хоп-дуэта Kool G Rap & DJ Polo (из альбома «Wanted: Dead or Alive»). Далее была записана композиция «Ленинград», которая является кавер-версией одноимённой песни рэп-группы «Имя защищено» (DJ Кефир, DJ Wolf и DJ D).
В дальнейшем группа продолжила запись новых рэп-треков в студии Эдиты Пьехи («Капля», «What is love», «Смерть» при участии MC Lolita, «Сила и мощь» при участии Нины Полухиной, «Выше закона», «Ленинград» (другая версия), «Мой милый Джак»). Для создания музыки звукорежиссёр и аранжировщик Александра Розенбаума, Александр Алексеев, использовал в студии Эдиты Пьехи синтезатор Roland D-20. Позже группа записала ещё несколько композиций в студии группы «Форум», «Форум юнистудия» (студия «Русское видео»), в 1991-1992 годах («Гороскоп», «Донецкий край» (другая версия), «Graffiti» (другая версия), «Жизнь Петербурга», «Капля» (другая версия), «Дети сатаны»). По словам Влада Валова, это были «лучшие в те времена питерские студии».
21 апреля 1991 года группа Bad Balance выступила с песнями «Донецкий край» и «What is love» на первом Всесоюзном фестивале рэп-музыки «Рэп-пик-91» в Ленинградском дворце молодёжи, организованном диджеями Андреем Репниковым («Репа»)  и Александром Сухомлинским («Чибис»). В финале фестиваля на сцену были приглашены группы «Термоядерный джем» и Bad Balance, где победителей определили зрители. 19 мая 1991 года был снят видеоклип на песню «What is love». В начале октября 1991 года состоялось выступление группы с песней «Ленинград» в музыкальной программе «Да!» в БКЗ «Октябрьский» в Ленинграде, видеоверсия концерта была показана по Ленинградской программе 13 октября 1991 года.
В апреле 1992 года агентство «Марафон» выпустило магнитоальбом «Выше закона», состоящий из 9 треков, на магнитофонных катушках и аудиокассетах. Название альбома было придумано после многократных отказов группе на выезд в США. Три песни из альбома — «Мой милый Джак», «Дети сатаны» и «Донецкий край» — были выпущены в сборниках. Композиции «Мой милый Джак» и «Дети сатаны» были выпущены в сборнике «Студии Звук» на магнитофонных катушках в апреле 1992 года, «Донецкий край» и «Дети сатаны» — в сборнике «Студии Интервью», а также в сборнике «Хип-хоп». Альбом был переиздан на лейбле Gala Records в 1998 году.
В апреле 1992 года в студии телецентра «Останкино» для телепередачи «…До 16 и старше. Тележурнал «Тин-Тоник»» были сняты видеоклипы на песни «Мой милый Джак» и «Graffiti» (версия #2). Программа вышла в эфир 30 апреля. 10 мая группа выступила с песней «Дети сатаны» на международном фестивале молодёжи «Новая версия» в спортзале «Дружба» в «Лужниках». В июне в павильоне Ленинградского телецентра (ул. Чапыгина, 6) был снят 30-минутный документальный фильм о рэп-группе Bad Balance для третьего выпуска телепередачи «Арт-обстрел» (РТР), авторами которой были Игорь Морозов и Михаил Грушевский. Фильм состоит из интервью участников коллектива и четырёх видеоклипов на композиции из альбома «Выше закона» (1991—1992): «Жизнь Петербурга», «Graffiti» (версия #1), «Мафия» и «Дети сатаны». В 2004 году этот материал лёг в основу документального фильма «История Bad B. Часть I. Начало русского хип-хопа».
В 2011 году было опубликовано видео процесса записи неизданной песни «Гороскоп» (при участии MC Lolita) в студии «Форум юнистудия» 14 июня 1991 года.
В 2017 году была найдена копия демо-альбома, который распространялся бутлегерами на аудиокассетах с 1994 по 1996 год. В альбом было добавлено три трека «Смерть», «Сила и мощь» и «Казаки». Инструментальный трек «Казаки» состоит из 20-секундного отрывка из песни Никиты Джигурды «Реактор» (1987) и музыки британского диджея Simon Harris «Bass (How Low Can You Go)» (1988). Он использовался группой для выступления на брейк-фестивале «Колобок '89» в Горьком 5 ноября 1989 года.
В январе 2021 года была найдена копия альбома, который был выпущен агентством «Марафон» в виде магнитоальбома на магнитофонных катушках в апреле 1992 года. На другой стороне плёнки был альбом белорусской группы «Лицей». Оба альбома были выпущены к предстоящему международному фестивалю молодёжи «Новая версия», на котором обе группы выступили 9 и 10 мая соответственно.
В сентябре 2023 года были обнаружены две копии аудиокассеты, на которой записаны два магнитоальбома группы Bad Balance: «Семеро одного не ждут» (1991) и «Питерский рэп» (1992). «Семеро одного не ждут» похож на музыкальное радиошоу, а «Питерский рэп» звучит как демоверсия альбома «Выше закона».

## Критика
В октябре 1998 года журнал Cool оценил альбом на три звезды из пяти.
В 2007 году главный редактор портала Rap.ru, Андрей Никитин, поместил первый альбом группы Bad Balance в список главных альбомов русского рэпа.

## Список композиций (1992, магнитофонная катушка)
| №  | Название                         | Длительность |
| -- | -------------------------------- | ------------ |
| 1. | «Мы выше закона»                 | 3:26         |
| 2. | «Капля»                          | 4:33         |
| 3. | «What is love (Что есть любовь)» | 4:21         |
| 4. | «Жизнь Петербурга»               | 4:40         |
| 5. | «Мой милый Джек»                 | 2:33         |
| 6. | «Дети сатаны»                    | 4:51         |
| 7. | «Донецкий край»                  | 4:06         |
| 8. | «Граффити»                       | 2:46         |
| 9. | «Ленинград»                      | 4:16         |

## Список композиций (1994—1996, демо, аудиокассета)[42]
| №                   | Название            | Длительность |
| ------------------- | ------------------- | ------------ |
| 1.                  | «Ленинград»         | 4:21         |
| 2.                  | «Мы выше закона»    | 3:30         |
| 3.                  | «Дети сатаны»       | 4:54         |
| 4.                  | «Смерть»            | 2:05         |
| 5.                  | «Донецкий край»     | 4:11         |
| 6.                  | «Сила и мощь»       | 4:21         |
| Общая длительность: | Общая длительность: | 22:49        |

| №                   | Название                         | Длительность |
| ------------------- | -------------------------------- | ------------ |
| 1.                  | «Капля»                          | 4:40         |
| 2.                  | «Мой милый Джек»                 | 2:38         |
| 3.                  | «Казаки»                         | 4:38         |
| 4.                  | «Граффити»                       | 2:50         |
| 5.                  | «Жизнь Петербурга»               | 4:47         |
| 6.                  | «What is love (Что есть любовь)» | 4:27         |
| Общая длительность: | Общая длительность:              | 22:49        |

## Список композиций (1998, аудиокассета и компакт-диск)
| №   | Название           | Текст песни         | Музыка                                                                            | Длительность |
| --- | ------------------ | ------------------- | --------------------------------------------------------------------------------- | ------------ |
| 1.  | «Выше закона»      | Шеф                 | Михей, LA                                                                         | 3:30         |
| 2.  | «Ленинград»        | Кефир               | LA                                                                                | 4:21         |
| 3.  | «Казаки»           |                     | Никита Джигурда «Реактор» (1987), Simon Harris «Bass (How Low Can You Go)» (1988) | 4:38         |
| 4.  | «Донецкий край»    | Шеф                 | Михей, LA                                                                         | 4:11         |
| 5.  | «Graffiti»         | Шеф                 | Михей, LA                                                                         | 2:50         |
| 6.  | «Жизнь Петербурга» | Шеф                 | Михей, LA                                                                         | 4:47         |
| 7.  | «Мой милый Джак»   | Шеф                 | LA                                                                                | 2:38         |
| 8.  | «Капля»            | Шеф                 | Михей, LA                                                                         | 4:40         |
| 9.  | «Смерть»           | Шеф                 | Михей, LA                                                                         | 2:05         |
| 10. | «What is love»     | Шеф                 | Михей, LA                                                                         | 4:27         |
| 11. | «Сила и мощь»      | Шеф                 | Михей, LA                                                                         | 4:21         |
| 12. | «Дети сатаны»      | Шеф, Боб Фридлендер | Михей, LA                                                                         | 4:54         |

## Участники записи
Участники записи для альбома «Выше закона» взяты из отсканированной копии буклета альбома.
- Шеф (Влад Валов) — вокал, автор слов (1, 3—12), продюсер (переиздание 1998 года)
- Михей (Сергей Крутиков) — вокал, композитор (1, 4, 5, 6, 8—12), барабаны («Донецкий край», «Graffiti», «Капля», «Дети сатаны»)
- DJ LA (Глеб Матвеев) — аранжировка (1—12), ассистент инженера
- Боб Фридлендер — автор слов («Дети сатаны»)
- Кефир (Сергей Лазарев) (из рэп-группы «Имя защищено») — автор слов («Ленинград»)
- MC Lolita — вокал («Смерть»)
- Нина Полухина — бэк-вокал («Сила и Мощь»)
- Гоша (гр. «Искусственное дыхание») — бас-гитара («Жизнь Петербурга», «Дети сатаны»)
- Ян (гр. «Искусственное дыхание») — гитара («Жизнь Петербурга», «Дети сатаны»)
- Александр Алексеев — программирование синтезатора и компьютера (1, 2, 4, 7, 8, 9, 10, 11)
- Александр Цыплухин — сведение (4, 5, 6, 8, 12)
- Пётр — сведение (1, 2, 7, 9, 10, 11)
- Юрий Богданов — мастеринг в студии Magic Mastering Studio (переиздание 1998 года)
- Баскет (Олег Басков) — художник (переиздание 1998 года)